# IAS-машина
IAS-машина (англ. IAS machine, досл: Машина Института перспективных исследований) — одна из первых электронных вычислительных машин, построенная в Институте перспективных исследований (IAS, Institute of Advanced Studies) в Принстоне, шт. Нью-Джерси, США. Компьютер также иногда называют «машиной Фон Неймана», так как она создавалась под руководством Джона фон Неймана, когда он работал одновременно в Институте перспективных исследований и профессором математики в Принстонском университете. Компьютер строился в период с 1945 по 1951 год.
Общая конструкция компьютера стала носить название «архитектура фон Неймана» (или «принстонская архитектура» в противоположность «гарвардской архитектуре») и послужила образцом для создания других аналогичных компьютеров в США и во всём мире.

## История создания

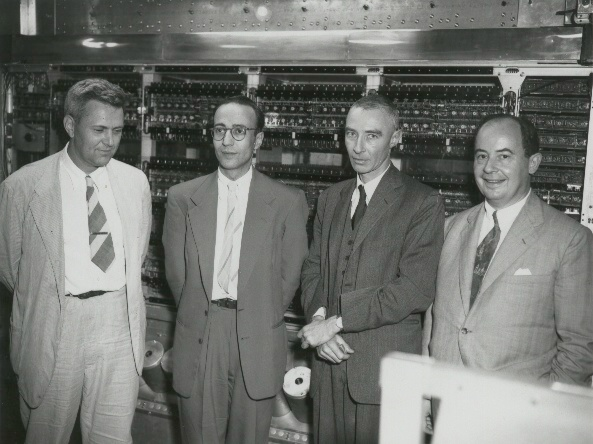
Джулиан Бигелоу, Герман Голдстайн, Роберт Оппенгеймер и Джон фон Нейман на фоне компьютера IAS

Идея создания машины обдумывалась фон Нейманом ещё в ноябре 1945 года, когда в Институте Мура только закончились работы над первым электронным компьютером ENIAC и начались работы над следующим компьютером — EDVAC. В связи с окончанием Второй мировой войны обязательства участников проекта перед военным ведомством исчерпывались и после демобилизации каждый из них был волен продолжать свою карьеру на своё усмотрение. Из-за споров с Институтом Мура по авторским правам на изобретения, в марте 1946 года проект покинули Экерт и Мокли, решив создать коммерческое предприятие по производству компьютеров. Фон Нейман решил вернуться в Институт перспективных исследований (IAS), где хотел продолжить работы над новым научным направлением — электронными вычислительными машинами и их применением в науке. В качестве других мест, которые фон Нейман рассматривал летом 1945 года, были Массачусетский технологический институт и Чикагский университет.
Выбор IAS как места для создания компьютера был очень необычным, так как Институт перспективных исследований занимался исключительно теоретической наукой и не имел никаких лабораторий и оборудования для проведения каких-либо экспериментов, не было даже помещения для работы инженеров. Тем не менее проект электронного компьютера («Electronic Computer Project» так официально назывался проект в Институте) был поддержан ведущими учёными Института, в частности, Освальдом Вебленом и руководителем Института — Фрэнком Айделоттом (Frank Aydelotte), а также получил финансовую поддержку со стороны компании RCA, которая брала на себя все вопросы обеспечения проекта вакуумными лампами, и армейского (Army Ordnance Department) и морского (Office of Naval Research) ведомств США: фон Нейман убедил военно-морское ведомство, что IAS-машину можно будет использовать для численного прогноза погоды. Фон Нейман предложил создать IAS-машину как опытный образец, на котором будут отрабатываться различные способы вычислений и технологии. По образу и подобию IAS-машины различные учреждения, испытывающие нужду в компьютерах, будут строить свои машины, экономя таким образом свои средства на изыскания.
В марте 1946 года главным инженером проекта был назначен Джулиан Бигелоу (Julian Bigelow). Фон Нейман стал директором проекта. Из Института Мура, покинув проект EDVAC, перешли Герман Голдстайн (заместитель директора проекта), Артур Бёркс (Arthur Burks), Роберт Шоу (Robert Shaw) и Джон Дэвис (John Davis). Фон Нейман предлагал должность главного инженера Экерту, но потом отозвал своё предложение, когда стало ясно, что Экерт планирует заняться бизнесом. В проекте также принимали участие Джеймс Померен (James Pomerene), Ральф Шлуц (Ralph J. Slutz), Виллис Вэйр (Willis H. Ware). На всём протяжении проекта общее число человек в команде не превышало шести. Планировалось проект выполнить за 3 года. Для ускорения работы было принято решение вести все работы над компьютером параллельно, поэтому команда разбилась на четыре группы, которые исследовали разные направления проекта:
1. логическое устройство компьютера (Бёркс, Голдстайн, фон Нейман)
2. техническое устройство (Бигелоу, с 1951 г. — Померен)
3. математические вопросы (Голдстайн и фон Нейман)
4. группа численного прогноза погоды (Meteorology Project) (Жюль Чарни).

### Разработка теории
В июле 1946 года Бёрксом, Голдстайном и фон Нейманом была написана знаменитая монография под названием «Предварительное рассмотрение логического устройства электронного вычислительного прибора» (англ.: Preliminary Discussion of the Logical Design of an Electronic Computing Instrument), которая подробно описала устройство и технические характеристики будущего компьютера, которые позднее стали носить название «архитектура фон Неймана». Эта работа развивала идеи, изложенные фон Нейманом в мае 1945 года в рукописи под названием «Первый проект отчёта о EDVAC». В той рукописи, которая не предназначалась для широкой публикации, фон Нейман описывал лишь логическую структуру «идеального» компьютера, в работе же «Предварительное рассмотрение» были описаны все технические подробности. Во второй части монографии под названием «Планирование и кодирование задач для электронного вычислительного прибора» (англ.: Planning and Coding Problems for Electronic Computing Instrument), представленной в трёх частях (часть I — апрель 1947 года, часть II — 15 апреля 1948 года, часть III — 16 августа 1948 года, часть IV так и не увидела свет), были подробно описаны способы программирования будущего компьютера. Эта фундаментальная монография официально была передана её авторами в общественное достояние, и её копия хранится с аффидевитом Бёркса, Голдстайна и фон Неймана в Патентном ведомстве США и в Библиотеке Конгресса США. Голдстайн и фон Нейман, будучи учёными, рассматривали свою работу над компьютером как научное изыскание и пренебрегали коммерческими выгодами от открытий и изобретений, сделанных в процессе его создания.

### Создание компьютера
Главной инженерной проблемой при создании компьютера оказалась проблема с оперативной памятью. Было решено не использовать ртутные линии задержки, как это было сделано в конкурирующем проекте EDVAC. Для требуемой высокой скорости работы IAS-машины (2000-4000 умножений в секунду) память должна была быть с произвольным доступом. Ртутные же линии задержки делали память последовательной и медленной. Первоначально предполагалось воспользоваться предложением компании RCA, которая обещала обеспечить проект статической ламповой памятью под названием Selectron. Но у RCA возникли проблемы с отработкой этой технологии, и к обещанному сроку Selectron-ы так и не поступили. Летом 1948 инженеры IAS-машины решили использовать для оперативной памяти трубки Вильямса и успешно это сделали к январю 1950 года.
Официальный торжественный запуск IAS-машины был произведён 10 июня 1952 года, но машина была доступна для проведения вычислений с весны 1951 года. Первую свою большую задачу машина решила летом 1951 года для Лос-Аламосской национальной лаборатории. Весь 1952 год компьютер работал в две-три смены до середины 1953 года. В декабре 1953 года его разобрали и перевезли в другое более просторное и хорошо охлаждаемое помещение. В 1954 году к компьютеру добавили графический дисплей с 7-дюймовую ЭЛТ 512х512 точек, в 1955 — новый более объёмный магнитный барабан ERA Model 1107.

### Численный прогноз погоды
Группа учёных, занимавшаяся направлением прогноза погоды, была готова к расчётам уже в конце лета 1949 года. Однако к тому времени IAS-машина ещё не была готова. Чтобы не тратить время зря в ожидании окончания работ над IAS-машиной, и учитывая важность направления прогноза погоды для стратегических нужд страны, фон Нейман предложил на первых порах воспользоваться ЭНИАКом. Подготовка программы к расчёту заняла целых 5 недель, а сам расчёт прогноза погоды на следующие 24 часа на ЭНИАКе занял 24 часа. Выполнение программы по той же модели и с теми же данными на IAS-машине 30 июня 1953 года заняло 6 минут, то есть в 240 раз быстрее.

### Создание производных компьютеров
В начале 1950-х годов с вступлением СССР в ядерную гонку резко возросла потребность правительства США в вычислительных машинах. Не дожидаясь завершения IAS-машины, были построены по её образцу машины MANIAC в Лос-Аламосской национальной лаборатории и AVIDAC — в Аргоннской национальной лаборатории. Благодаря накопленному опыту при создании IAS-машины, создателям MANIAC и AVIDAC удалось избежать множества ошибок и тупиковых решений и запустить свои компьютеры на несколько месяцев быстрее своего прародителя. Сама же IAS-машина тоже стала рассматриваться как инструмент для проведения срочных вычислений по оборонной тематике, несмотря на то, что она строилась как экспериментальный прототип.

## Описание
- Элементная основа: вакуумные лампы, 2300 шт. 5 типов и 5 диодов.
- Синхронизация: машина была асинхронной: в ней отсутствовал тактовый генератор, синхронизировавший работу всех узлов, следующая команда выполнялась после того, как была выполнена предыдущая.
- Разрядность: двоичная.
- Размер слова: 40 бит.
- Формат команды: одноадресный.
- Размер команды: 20 бит, 2 команды на 40-битное слово для ускорения выборки команд, предвестник «look-ahead»[14].
- Количество команд: 67, использовалось только 44.
- Представление чисел: Отрицательные числа представлялись как дополнительный код. Вещественные числа представлялись числами с фиксированной запятой, чтобы упростить конструкцию машины и её программирование[15].
- Запоминающее устройство: трубки Вильямса. Всего использовалось 40 трубок Вильямса.
- Размер памяти: 1024 слова (5,1 кБ). Память была с произвольным доступом и параллельной, то есть каждый бит числа хранился в отдельной трубке Вильямса и сложение битов могло производиться одновременно[16]. Время доступа к памяти: 25 микросекунд.
- Постоянная память: магнитный барабан — 2.048 слов, время доступа — 140.000 микросекунд (собственная разработка в мае-июне 1953 г.) и позднее 12.288 слов, время доступа — 17.000 микросекунд (в 1955 — магнитный барабан от компании Engineering Research Associates)[17].
- Устройства ввода-вывода: модифицированный телетайп[17], позднее — считыватель перфокарт IBM.
- Скорости: сложение — 62 микросекунды, умножение — 620—713 микросекунд, деление — 920 микросекунд.
- Энергопотребление: 28 кВт.
- Вес: 1000 фунтов + 15 тонн охлаждающая система.
- Обслуживание: 1 инженер + 1 оператор при 8-часовой смене, 1 инженер + 2 оператора при двух 8-часовых сменах.
- Надёжность: среднее время работы до отказа — 4-8 часов. 70 % надёжности с начала 1952 года до начала 1955 года. 80 % — с начала 1955 года[18].

Машина имела «новинку» в виде регистров общего назначения: регистр AC — аккумулятор, и регистр MQ — множитель/делитель.

## Дальнейшая судьба
Компьютер пережил своего создателя всего на год. После смерти фон Неймана в 1957 году, IAS-машина проработала в Институте до 15 июля 1958, после чего было решено, что компьютер выполнил свою задачу, и проект «Electronic Computer Project» был закрыт.
В течение нескольких дней он был разобран и перевезён в Национальный музей Американской истории Смитсоновского института в г. Вашингтоне, где хранится по сей день в качестве неработающего экспоната. Институт перспективных исследований больше компьютерами никогда не занимался, а помещение, отведённое под IAS-машину, было переделано в детский сад.

## Производные IAS-машины
IAS-машина строилась в первую очередь как экспериментальная, на которой отрабатывались различные технологии и идеи, проводились исследования и испытания. Предполагалось, что IAS-машина послужит готовым образцом, по которому (с различными вариациями) будут быстро создаваться другие машины для различных заинтересованных организаций. Все компьютеры, созданные по подобию IAS-машины, относились к «семейству IAS-машин», так как строились по «архитектуре фон Неймана», хотя и не были совместимы друг с другом на уровне программного обеспечения.
Вот краткий список таких машин:
- MANIAC I (Лос-Аламосская национальная лаборатория) (март 1952 г.)
- ORDVAC (Абердинский испытательный полигон) (10 марта 1952 г.)
- IBM 701 (19 машин) (29 апреля 1952 г.)
- БЭСМ (Москва) (осень 1952 г.)[21]
- ILLIAC I (Иллинойсский университет в Урбане-Шампейне) (1 сентября 1952 г.)
- AVIDAC (Аргоннская национальная лаборатория) (28 января 1953 г.)
- ORACLE (Национальная лаборатория Оук-Ридж) (конец 1953 г.)
- JOHNNIAC (RAND) (март 1954)
- BESK (Стокгольм, Швеция) (1 апреля 1954 г.)
- WEIZAC (Институт Вейцмана) (конец 1955 г.)
- SILLIAC (Сиднейский университет) (4 июля 1956 г.)
- SMIL (Лундский университет) (август 1956)
- SARA (SAAB) (1956 г.)
- MUSASINO-1 (Токио, Япония) — производный от ILLIAC I (июль 1957 г.)
- MISTIC (Университет штата Мичиган) (осень 1957 г.)
- GEORGE (Аргоннская национальная лаборатория) (1957 г.)
- DASK (Regnecentralen, Copenhagen) (1958 г.)
- CYCLONE (Университет штата Айова) (июль 1959 г.)

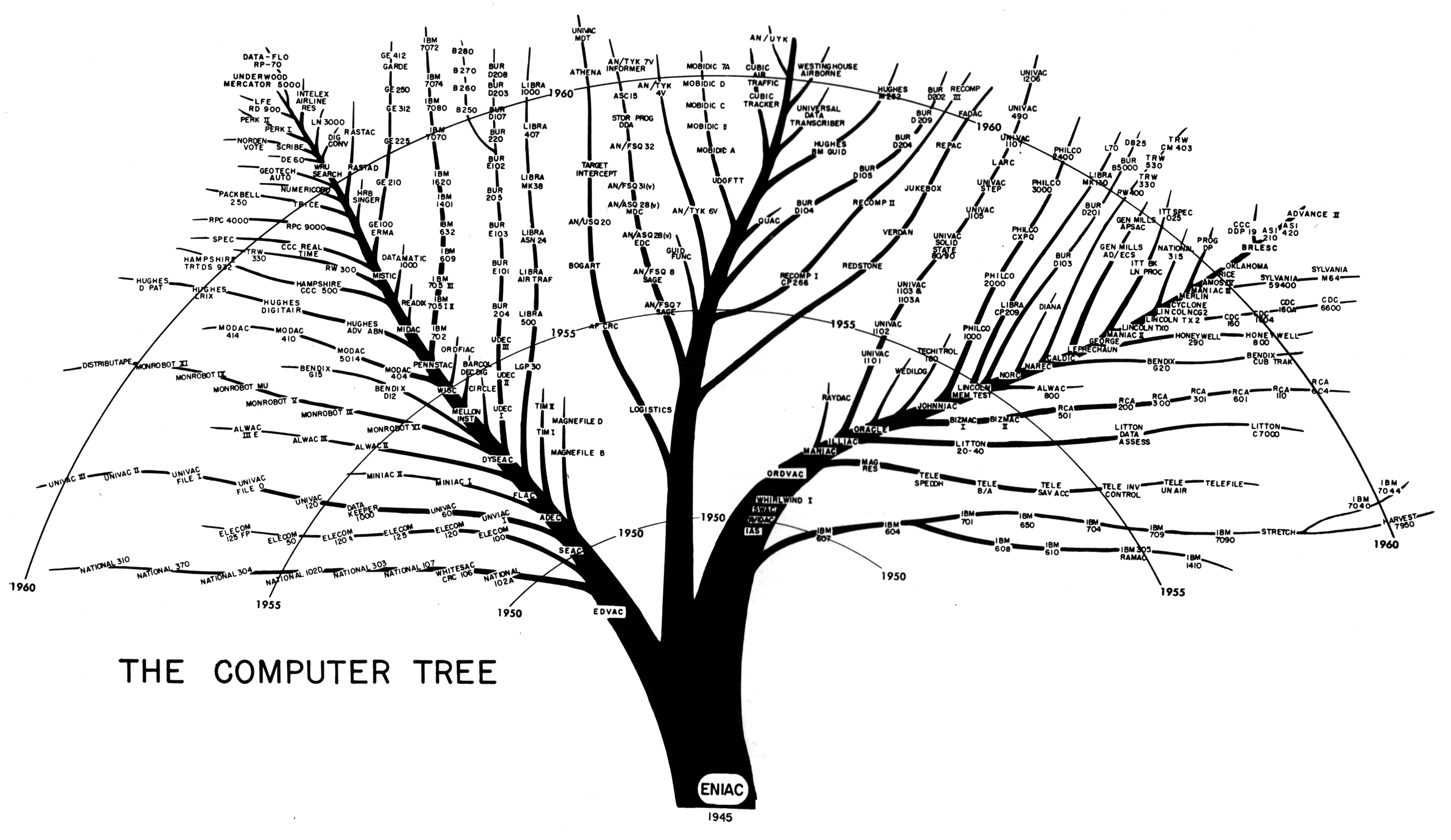
Древо родственных связей ранних компьютеров 50-х и 60-х годов XX века. Правая ветвь имеет в основе IAS-машину